# Impasse Bonne-Nouvelle
Pour les articles homonymes, voir Bonne-Nouvelle.
L'impasse Bonne-Nouvelle est une voie du 10e arrondissement de Paris, en France.

## Situation et accès
L'impasse Bonne-Nouvelle est une voie publique située dans le 10e arrondissement de Paris. Elle débute au 20-24, boulevard de Bonne-Nouvelle et se termine en impasse.
Depuis 2017, une liaison piétonne avec la rue de l'Échiquier est établie par le jardin Yılmaz-Güney aux heures d'ouverture de cet espace vert.

## Origine du nom
Elle porte le nom de l'église Notre-Dame-de-Bonne-Nouvelle, en raison de sa proximité avec le boulevard éponyme.

## Historique
Cette voie est ouverte vers 1650 sous le nom de « cul-de-sac des Filles-Dieu », donnant accès, par un chemin longeant le bastion de la butte de Bonne-Nouvelle débouchant sur la rue du Faubourg-Saint-Denis près de la porte Saint-Denis, aux jardins maraichers de la « couture des Filles-Dieu », à l'extérieur du rempart. Ce territoire cultivé était propriété de l'ancien monastère des Filles-Dieu dont le couvent supprimé dans les années 1790 était situé à l'intérieur de l'enceinte à l'emplacement de l'actuelle rue du Caire.
Après l'ouverture, dans les années 1670, du boulevard de Bonne-Nouvelle à l'emplacement du rempart supprimé, l'impasse reste reliée à ce chemin nommé rue Basse-Saint-Denis. Cette rue longe, en contrebas de deux ou trois mètres, ce boulevard dont elle est séparée par un talus.
La cloître des Filles-Dieu fut urbanisée au cours de la deuxième moitié du XVIIIe siècle avec création de la rue de l'Échiquier parallèle au boulevard mais aucun accès ne fut réalisé avec cette rue avant 2017, date de l'ouverture du jardin Yılmaz-Güney. Cette rue Basse qui était elle-même une impasse jusqu'en 1792 fut reliée à cette époque à la rue d'Hauteville.
L'impasse porta un moment le nom de « ruelle Couvreuse ».

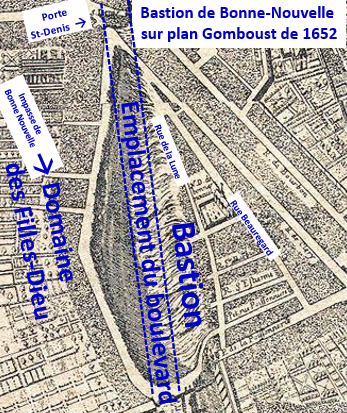
Bastion de Bonne-Nouvelle, sur plan de Gomboust (1652).
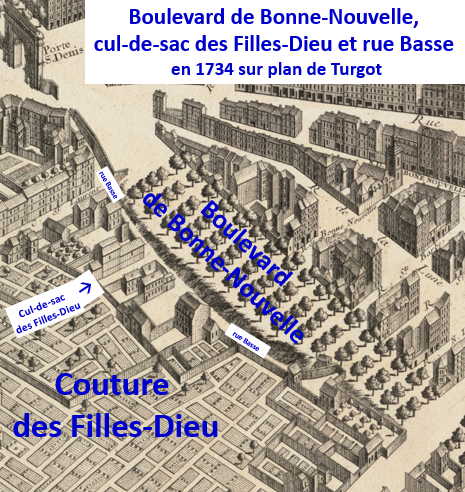
Cul-de-sac des Filles-Dieu (actuelle impasse de Bonne-Nouvelle) en 1734.
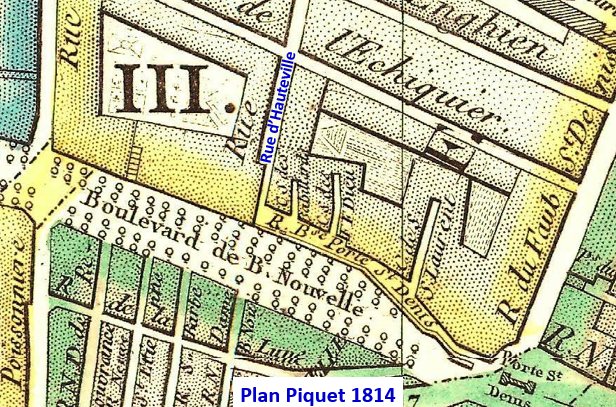
L'impasse sur plan Piquet de 1814.

Elle fut reliée directement au boulevard lors de la suppression de la rue Basse-Saint-Denis par des travaux d'arasement de 1832.
L'impasse fut bordée au milieu du XIXe siècle, du côté des numéros impairs, par une salle de concert « le Gymnase musical » et par « le Grand Café de France », du côté opposé, à l'emplacement de l'actuelle agence de la poste, de 1837 à 1899 par le Bazar Bonne-Nouvelle détruit par un incendie, remplacé en 1900 par un grand magasin, « les Nouvelles galeries de la Ménagère », également détruit en 1930 par un incendie. La poste a été construite à cet emplacement.
En 2017, l'impasse a été reliée à la rue de l'Échiquier après la création du Jardin Yılmaz-Güney et la réouverture d'un passage cocher le reliant à cette rue.

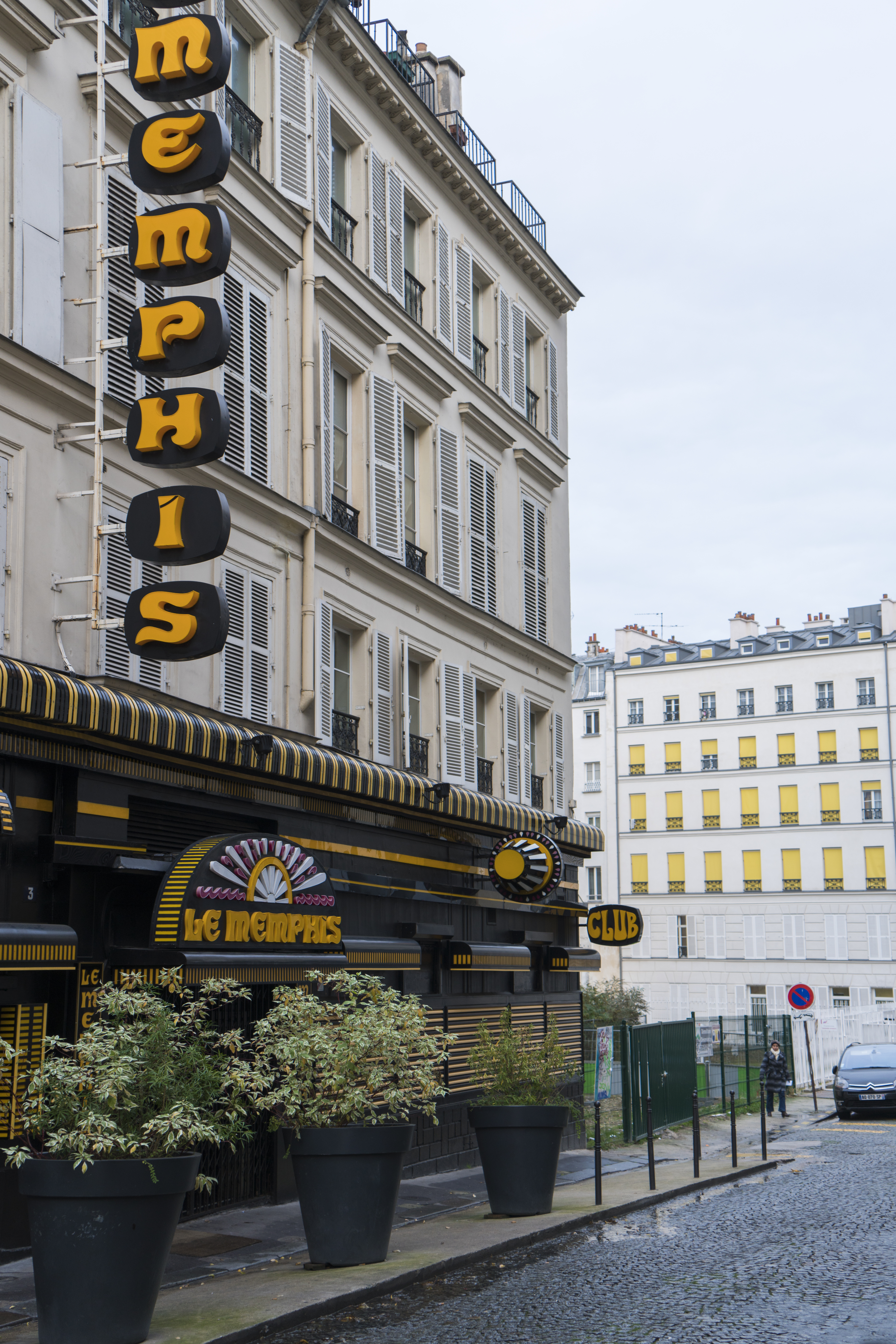
Le Memphis, 3 impasse Bonne-Nouvelle.
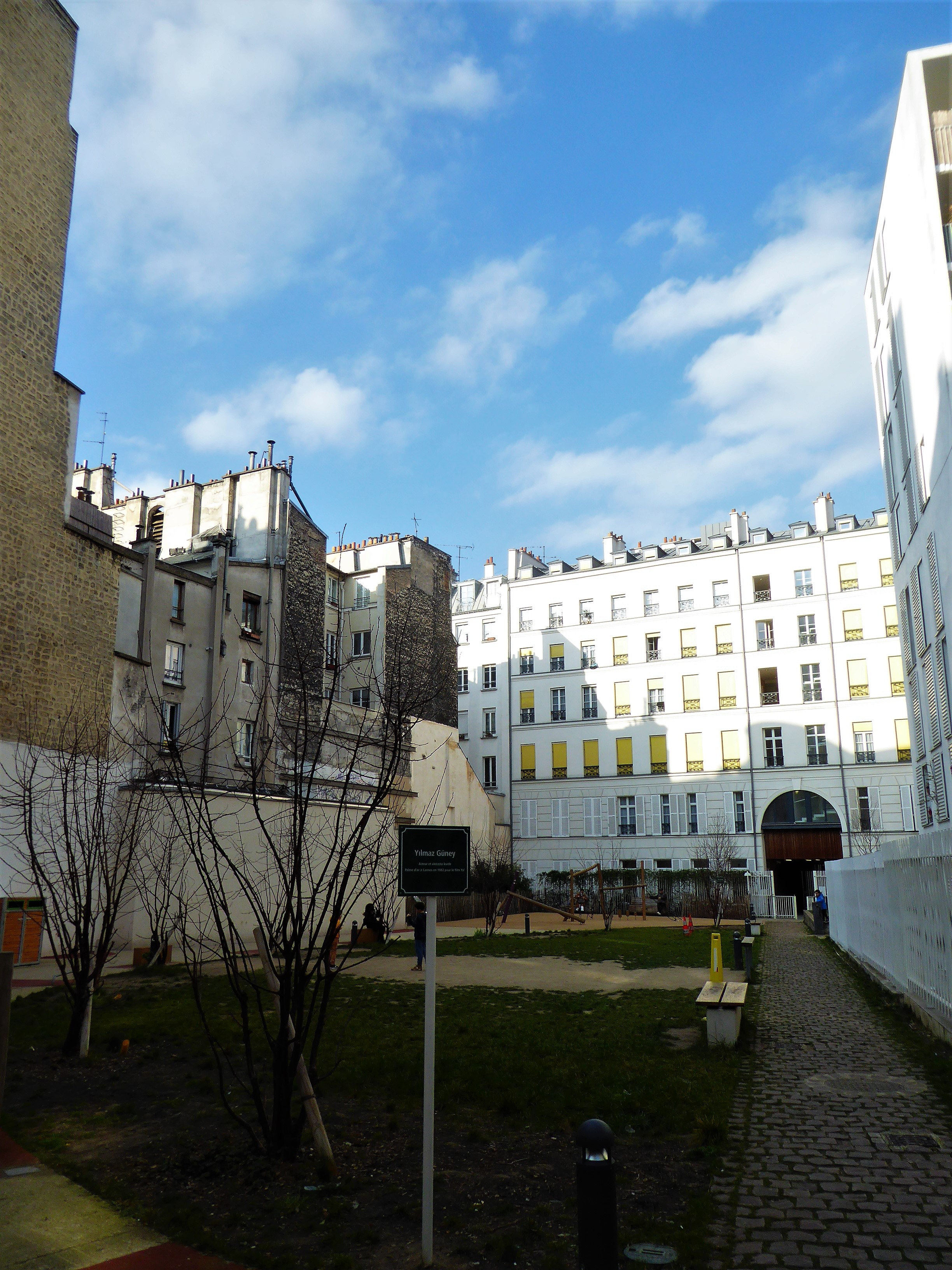
Jardin Yılmaz-Güney vu de l’impasse de Bonne-Nouvelle